# Esmedya
Esmedya ist ein türkisches Medienunternehmen im Besitz des Unternehmers Ethem Sancak mit Sitz in Istanbul. Die von Esmedya herausgegebenen Tageszeitungen erreichen zusammen eine verkaufte Auflage von etwa 310.000 Exemplaren täglich (Stand: Januar 2017). Diese Zeitungen und die zur Mediengruppe gehörenden Radio- und Fernsehsender unterstützen offen Staatspräsident Recep Tayyip Erdoğan und die Partei für Gerechtigkeit und Aufschwung (AKP).

## Eigentumsverhältnisse
Das Unternehmen wurde 2005 von Ethem Sancak unter dem Namen Türkmedya gegründet. Nach dem Verkauf bzw. der Einstellung der in der Hand des Konzerns befindlichen Medien hörte der Konzern 2009 faktisch auf zu existieren. 2013 konstituierte er sich erneut, indem Sancak die ehemals im Besitz der Çukurova Holding befindlichen Medien (die Tageszeitungen Akşam und Güneş, den Fernsehsender Skyturk 360 sowie Radiosender und Zeitschriften) für 62 Millionen US-Dollar von der staatlichen Treuhandanstalt TMSF erwarb. Anfang 2016 wurden die Zeitung Star und der Sender 24 hinzugekauft und Türkmedya in Esmedya umbenannt.

## Nähe zur türkischen Regierung
Sancaks Karriere als Unternehmer ist eng verwoben mit der Herrschaft Erdoğans; Sancak selbst charakterisierte sein Verhältnis zu Erdoğan als „göttliche Liebe zwischen Männern“. Sancak ist zudem Teilhaber des türkischen Rüstungskonzerns BMC. In oppositionellen Medien werden immer wieder Vorwürfe laut, Sancak werde von der türkischen Regierung begünstigt.

## Medien des Konzerns

### Tageszeitungen
- Star
- Akşam
- Güneş

### Fernsehsender
- Sender 24
- Skyturk 360
- TV 4

### Radiosender
- Alem FM
- Lig Radyo

### Zeitschriften
- Alem (Monatliches Lifestyle-Magazin)
- Platin (Monatliches Wirtschaftsmagazin)